# 王则 (三国)
王则（?—?），东汉末年曹操属下奉车都尉。
汉献帝从长安逃到河东，召吕布来迎。吕布遣使上书。朝廷以吕布为平东将军，封平陶侯。曹操迎接汉献帝至许县后，手书厚加慰劳吕布，说明起迎天子，当平定天下之意，并诏书购捕公孙瓒、袁术、韩暹、杨奉等。吕布大喜，上书汉献帝称道曹操忠孝。曹操派遣奉车都尉王则为使者，带着诏书，又将平东将军印绶来任命吕布。